# Kévekötés
Kévekötés – ifjúsági lap a Dávid Ferenc Egylet Ifjúsági Köreinek Egyetemes Szervezete kiadásában. Az Unitárius Egyház című folyóirat ifjúsági mellékletét tekintették 1. számuknak, úgyhogy a lap Kévekötés c. alatt a 2. számmal indult. 1930 januárjától 1936 augusztusáig összesen 47 száma jelent meg. Szerkesztőinek lakhelye szerint felváltva Székelykeresztúron, Kolozsvárt, Brassóban, Tordán és Fogarason adták ki. Szerkesztői a megbízatás sorrendjében: Balázs Ferenc, Máthé Sándor, Lőrinczi László, Szabó Sámuel, Gyallay-Pap Zsigmond, Fikker János, Simén Dániel, Rostás Dénes.
A lap különösen a falusi ifjúság érdekeit, a tudomány és művészet mellett a "népépítést" és a "falufejlesztést" szem előtt tartva, főleg nevelési programot tűzött maga elé. Új Vadrózsák c. rovatát falusi fiatalok írásainak szánták. A falu és a város egymásrautaltságát hangoztatva, e két környezetben élő fiatalok kapcsolatait próbálták szorosabbra fűzni. Mikó Imre egyik cikkében a csehszlovákiai regösmozgalmat állította mintaképül az olvasók elé, s ugyancsak ő követte figyelemmel más erdélyi ifjúsági szervezetek munkásságát. A nyári számok az Ifjúsági Körök különböző helységekben megtartott kilenc egyetemes konferenciájáról közöltek részletes beszámolót; itt választották meg évről évre a Kévekötés szerkesztőit is. A lap első évfolyamain az Erdélyi Fiatalok falumozgalmának hatása érezhető.